# Jaroslav Skobla
Jaroslav Skobla, né le 16 avril 1899 à Prague et mort le 22 novembre 1959  à Teplice nad Bečvou, est un haltérophile tchécoslovaque.

## Palmarès

### Jeux olympiques
- Médaille de bronze aux Jeux de 1928 à Amsterdam (Pays-Bas)
- Médaille d'or aux Jeux de 1932 à Los Angeles (États-Unis)[1]

### Championnats du monde
- Médaille d'or en -82,5 kg en 1923 à Vienne (Autriche)

### Championnats d'Europe
- Médaille de bronze en +82,5 kg en 1929 à Vienne (Autriche)